# Дектерёв, Вячеслав Анатольевич
Вячеслав Анатольевич Дектерёв (30 ноября 1954, Ленинград) — советский футболист, защитник, полузащитник.
Воспитанник ленинградского футбола. В 1973 году играл в дубле «Зенита», затем два года служил в армии. В 1976—1979 годах провёл за «Зенит» в чемпионате 74 матча, забил два гола. Пришедший в 1979 году в команду главный тренер Юрий Морозов начал обновление состава, и Дектерёв перешёл в ростовский СКА, с которым стал обладателем Кубка СССР 1981. Завершил карьеру в 1983 году в дубле «Пахтакора».